# Amblystegium sommerfeltii
Amblystegium sommerfeltii là một loài rêu trong họ Amblystegiaceae. Loài này được Myrin Kindb. mô tả khoa học đầu tiên năm 1894.